# Domnul Miliard
Domnul Miliard (în engleză Mr. Billion) este o comedie de acțiune / film de acțiune și aventuri din 1977, regizat de Jonathan Kaplan. El a devenit notabil ca debutul la Hollywood al actorului italian Terence Hill.

## Rezumat
După ce miliardarul Anthony Falcon moare într-un accident ciudat, el își lasă întreaga avere nepotului său, mecanicul italian afemeiat Guido Falcone. Pentru a-și revendica moștenirea de un miliard de dolari, Guido trebuie să ajungă la San Francisco în douăzeci de zile pentru a semna un document. Asistentul lacom al unchiului său, John Cutler (Jackie Gleason), vrea banii pentru el și o angajează pe detectiva Rosie Jones (Valerie Perrine) pentru a-l împiedica pe Guido să-și revendice moștenirea.

## Distribuție
- Terence Hill — Guido Falcone
- Valerie Perrine — Rosie Jones
- Jackie Gleason — John Cutler
- Slim Pickens — Duane Hawkins
- William Redfield — Leopold Lacy
- Chill Wills — colonelul Clayton T. Winkle
- Dick Miller — Bernie
- R.G. Armstrong — șeriful T.C. Bishop

## Producție
Filmul a fost ideea lui Dino de Laurentiis, care a vrut să-l prezinte pe Terence Hill, la acea vreme una dintre cele mai mari vedete de cinema din Europa, publicului internațional. El l-a angajat pe regizorul Jonathan Kaplan, care realizase anterior filmul de succes White Line Fever.
Kaplan spune că producția a fost dificilă - el a vrut să o distribuie pe Lily Tomlin, dar studioul a insistat asupra lui Valerie Perrine. Filmările au avut loc în Italia. Kaplan spune că punctul culminant a fost lucrul cu Jackie Gleason; în ciuda problemelor sale cu băutura, Kaplan spune că l-ar putea trezi din beție pe Gleason respectând vechiul program de la sitcomul The Honeymooners și cauzând râsetele echipei de producție.

## Recepție
Domnul Miliard a fost un eșec financiar major, iar Kaplan l-a considerat cel mai mare eșec al carierei sale. Într-o recenzie retrospectivă, criticul Keith Bailey a numit acest film „încă un caz în care Hollywood-ul a adus un actor străin și l-a făcut să interpreteze un material diferit decât ceea ce îl făcuse celebru anterior”.